# On a Hard Rock Way 1972–1973
On a Hard Rock Way 1972–1973 – album kompilacyjny zawierający komplet nagrań hardrockowego power tria Stress z lat 1972–1973, nagrany podczas czterech sesji radiowych. Płyta ukazała się nakładem wydawnictwa Kameleon Records. 
Materiał w tym kształcie po raz pierwszy ukazał się w 2014 roku na płycie winylowej, zaś jej reedycja (w nieco zmienionej kolorystycznie szacie graficznej), tak jak i płyta kompaktowa w roku 2017. 
Grupa Stress to pierwsze polskie power trio z prawdziwego zdarzenia, grające hard-rocka na poziomie europejskim. 
Zespół nie stronił także od eksperymentów brzmieniowych, jak puszczanie taśmy od tyłu oraz poszerzania swojego instrumentarium o flet, wibrafon czy skrzypce. 
Materiał został zremasterowany z radiowych taśm matek.  

## Lista utworów[2]
1. „Ciężką drogą (The Hard Way)” (muz. Mariusz Rybicki, Henryk Tomczak – sł. Andrzej Koso, właśc. Andrzej Sobczak[3]) – 7:50
2. „Wśród krzyży z ramionami (Among Crosses With Arms)” (muz. i sł. Mariusz Rybicki) – 5:16
3. „Konfiteor (Confiteor [I Confess])” (muz. i sł. Mariusz Rybicki) – 3:01
4. „Granica życia (Boundary Of Life)” (muz. Andrzej Rybicki – sł. Andrzej Koso, właśc. Andrzej Sobczak) – 4:29
5. „Dwa lata świetlne (Two Light Years)” (muz. i sł. Mariusz Rybicki) – 3:29
6. „Granica życia [2nd Version] (Boundary Of Life)” (muz. Mariusz Rybicki – sł. Andrzej Koso, właśc. Andrzej Sobczak) – 4:55
7. „Fatamorgana (Mirage)” (muz. Mariusz Rybicki – sł. Andrzej Koso, właśc. Andrzej Sobczak) – 3:03
8. „Ciężką drogą [2nd Version] (The Hard Way)” (muz. Mariusz Rybicki, Henryk Tomczak – sł. Andrzej Koso, właśc. Andrzej Sobczak) – 6:13
9. „Hazard (Gambling)” (muz. Mariusz Rybicki – sł. Andrzej Koso, właśc. Andrzej Sobczak) – 2:55
10. „Cybernetyczna pamięć dnia (Cybernetic Memory Of The Day)” (muz. Mariusz Rybicki – sł. Andrzej Koso, właśc. Andrzej Sobczak) – 4:21
11. „Inkwizycja (The Inquisition)” (muz. i sł. Mariusz Rybicki) – 4:49

- Wszystkie utwory nagrane w studio nagraniowym Polskiego Radia Poznań:
- 1-3: Luty 1972
- 4-5: 22 marca 1972
- 6-8: 23 sierpnia 1972
- 9-11: Kwiecień 1973
- Jerzy Kamyszek – realizator dźwięku

## Skład zespołu[1][2]
- Mariusz Rybicki – śpiew, gitara, flet
- Henryk Tomczak – gitara basowa
- Janusz Maślak – perkusja
- Andrzej Kosmala – menedżer

## Gościnnie[1][2]
- Andrzej Richter – skrzypce (10)
- Jerzy Milian – wibrafon (6, 7)

## Opracowanie[1][2]
- Redakcja, mastering, opracowanie graficzne – Paweł Nawara
- Koordynator projektu – Marek Trepko
- Zdjęcia – Wiktor Franczyszyn, archiwum zespołu
- Kolorowanie i obróbka zdjęć – Dorota Szczepańska